# П'єр Мак-Орлан
П'єр Мак-Орлан (справжнє ім'я — П'єр Дюмарше (фр. Pierre Mac Orlan, Pierre Dumarchey, 26 лютого 1882, Перонн, Сомма — 27 червня 1970, Сен-Сір-сюр-Морена, Сена і Марна) — французький письменник.

## Біографія
Син військового. Виховувався дядьком в Орлеані, навчався в Руані, втік з дому і з ліцею. У 1899 влаштувався в Парижі, займався живописом. Увійшов до кола паризької богеми, його пісні виконувалися в кабаре «Моторний кролик». Був близький до Аполлінера, Жакоба, Утрілло, Ф.Карко та ін. Познайомився з Еренбургом. Змінив безліч професій, багато подорожував, жив у Італії, Великій Британії, Бельгії та Тунісі.
Учасник Першої світової війни, був поранений (1916), згодом працював військовим кореспондентом. З 1924 жив у власному будинку Сен-Сір-сюр-Морено.

## Твори
- Les Pattes en l'air' (1911)
- La Maison du retour écœurant (1912)
- Le Rire jaune (1913)
- Les Contes de la pipe en terre (1914)
- Les Bourreurs de crâne (1917)
- U-713 ou les Gentilshommes d'infortune (1917)
- Le Chant de l'équipage (1918)
- Bob bataillonnaire (1919)
- La Clique du Café Brebis, histoire d'un centre de rééducation intellectuelle (1919)
- Chronique des jours désespérés (1919)
- Le Nègre Léonard et maître Jean Mullin (1920)
- À bord de L'Étoile Matutine (1920)
- La Bête conquérante (1920)
- La Cavalière Elsa (1921)
- Malice (1923)
- La Vénus internationale (1923)
- À l'hôpital Marie-Madeleine (1924)
- Marguerite de la nuit (1925)
- Les Clients du Bon Chien jaune (1926)
- Sous la lumière froide ([1926)
- Le Quai des brumes (1927)
- Dinah Miami (1928)
- Les Vrais Mémoires de Fanny Hill (1929)
- La Tradition de minuit (1930)
- La Bandera (1931)
- Quartier réservé (1932)
- La Croix, l'ancre et la grenade (1932)
- Filles d'amour et Ports d'Europe (1932)
- La Nuit de Zeebrugge (1934)
- Le Tueur n°2(1935)
- Le Camp Domineau (1937)
- Le Carrefour des trois couteaux (1940)
- L'Ancre de miséricorde (1941)
- Picardie (1943)